# Чемпионат мира по горнолыжному спорту 1996
33-й чемпионат мира по горнолыжному спорту прошёл с 12 по 25 февраля 1996 года в горах Сьерра-Невада неподалёку от города Гранада, Испания. Чемпионат должен был состояться ещё в 1995 году, но был перенесён из-за отсутствия снега.

## Общий медальный зачёт
| Место | Страна     | Золото | Серебро | Бронза | Всего |
| ----- | ---------- | ------ | ------- | ------ | ----- |
| 1     | Италия     | 4      | 1       | 0      | 5     |
| 2     | Швеция     | 2      | 1       | 0      | 3     |
| 3     | Австрия    | 1      | 2       | 1      | 4     |
| 4     | Норвегия   | 1      | 1       | 2      | 4     |
| 5     | США        | 1      | 0       | 2      | 3     |
| 6     | Люксембург | 1      | 0       | 0      | 1     |
| 7     | Швейцария  | 0      | 3       | 2      | 5     |
| 8     | Германия   | 0      | 1       | 1      | 2     |
| 8     | Франция    | 0      | 1       | 1      | 2     |
| 9     | Словения   | 0      | 0       | 1      | 1     |

## Медалисты

### Мужчины
| Дисциплина        | Золото          | Серебро         | Бронза               |
| ----------------- | --------------- | --------------- | -------------------- |
| Скоростной спуск  | Патрик Ортлиб   | Кристиан Гедина | Люк Альфан           |
| Супергигант       | Атле Скордал    | Патрик Йербюн   | Четиль Андре Омодт   |
| Гигантский слалом | Альберто Томба  | Урс Келин       | Михаэль фон Грюниген |
| Слалом            | Альберто Томба  | Марио Райтер    | Михаэль фон Грюниген |
| Комбинация        | Марк Жирарделли | Лассе Кьюс      | Гюнтер Мадер         |

### Женщины
| Дисциплина        | Золото            | Серебро          | Бронза             |
| ----------------- | ----------------- | ---------------- | ------------------ |
| Скоростной спуск  | Пикабо Стрит      | Катя Зайцингер   | Хилари Линд        |
| Супергигант       | Изольде Костнер   | Хайди Цурбригген | Пикабо Стрит       |
| Гигантский слалом | Дебора Компаньони | Карин Ротен      | Мартина Эртль-Ренц |
| Слалом            | Пернилла Виберг   | Патрисия Шове    | Уршка Хроват       |
| Комбинация        | Пернилла Виберг   | Анита Вахтер     | Марианне Хьёрстад  |